# PalaArcidiacono
Il Pala Cus Angelo Arcidiacono è un palazzetto dello sport di Catania, di proprietà del Centro Universitario Sportivo locale, conosciuto anche come PalaCus2 o PalaArcidiacono.
È stato battezzato il 26 giugno 2008 in onore dello schermidore morto nel 2007. È stato al centro di polemiche nel 2010 per problemi di infiltrazioni d'acqua sul parquet. Durante la finale play-off di Serie C regionale tra Gravina e Paternò ha registrato mille spettatori. Dal 2013-2014 è il campo di casa della prima società di pallacanestro in carrozzina etnea, il CUS CUS Catania.